# Šramel
Šramel je priimek več znanih Slovencev:
- Bogo Šramel (1908—2001), smučarski skakalec
- Špela Sevšek Šramel (*1979), slovakistka, prevajalka
- Tomaž Sevšek Šramel (*1978), orglavec in čembalist
- Tone Šramel (1912—1943), pevec tenorist
- Urška Šramel Vučina (*1977), muzikologinja, glasbena pedagoginja in organizatorka
- Vlado Šramel (1901—1976), gradbenik